# Ижевское сельское поселение (Рязанская область)
Ижевское се́льское поселе́ние — муниципальное образование в Спасском районе Рязанской области Российской Федерации.
Административный центр — село Ижевское.

## История
Ижевское сельское поселение образовано в 2006 г.

## Население
| 2010  | 2012  | 2013  | 2014  | 2015  | 2016  | 2017  |
| ----- | ----- | ----- | ----- | ----- | ----- | ----- |
| 3351  | ↘3224 | ↘3114 | ↘3008 | ↘2926 | ↘2861 | ↘2830 |
| 2018  | 2019  | 2020  | 2021  |       |       |       |
| ↘2770 | ↘2710 | ↘2687 | ↗2747 |       |       |       |

## Состав сельского поселения
| № | Населённый пункт | Тип населённого пункта       | Население |
| - | ---------------- | ---------------------------- | --------- |
| 1 | Ижевское         | село, административный центр | ↘3340     |
| 2 | Одоевские Горы   | посёлок                      | 11        |